# Ragnhild Magerøy
Ragnhild Magerøy (Fræna, 9 de julio de 1920 - Tønsberg, 16 de noviembre de 2010) fue una escritora y ensayista noruega que incursionó en géneros como la novela y ensayo; debutó en 1957 con Gunhild. En 1975 recibió el Premio Dobloug de la Academia Sueca.

## Obras
- Gunhild – novela (1957)
- Forbannet kvinne – novela (1958)
- Kjærligheten spør ikke – novela (1960)
- Lengsel, men ingen vinge – novela (1962)
- Dronning uten rike – novela (1966)
- Mens nornene spinner – novela (1969)
- Himmelen er gul – novela (1970)
- Nikolas – novela (1972)
- Kvassere enn sverdet – novela (1974)
- Baglerbispen – novela (1976)
- Du – poesía (1977)
- De som dro Sudr – novela (1979)
- Den lange vandringen – novela (1980)
- Jorsal – novela (1982)
- Miriams kilde – noveller (1985)
- Risens hjerte og andre fortellinger – cuentos (1987)
- Spotlight på sagaen – ensayo (1991)
- Den hvite steinen – novela (1995)
- Hallfrid – novela (1997)
- Vesterhavs – ensayo (1999)
- Tusmørkefabler og sannferdige eventyr – ensayo (2003)